# Sigfrid Medelius
Sigfrid Olof Medelius, född 24 november 1878 i Kalmar, död 23 augusti 1930 i Halmstad i Skåne, var en svensk präst, botaniker och bryolog.
Sigfrid Medelius var son till kontraktsprosten Johan Otho Medelius. Fadern hade tidigt bestämt att sonen skulle studera teologi, och efter mogenhetsexamen vid Kalmar högre allmänna läroverk 1896 blev han student vid Uppsala universitet, filosofie kandidat där 1907, student vid Lunds universitet 1910, teologie kandidat där 1915 och prästvigdes samma år. Redan under gymnasietiden hade dock Medelius även börjat intressera sig för botaniken och under tiden som han studerade latin i Uppsala fick han möjlighet att samtidigt ägna sig åt botaniska exkursioner. Under tiden i Uppsala gjorde sig känd som en kännare av mossor och fortsatte sina studier av dessa under tiden i Lund. År 1913 utgav han sin första skrift inom detta ämne, en uppsats om vitmossor i Sverige. Han kom senare att publicera flera uppsatser om Ölands och Blekinges mossfloror. Hans mest kända arbete blev Mossvegetationen i Storlien med omnejd, utgiven 1926. Medelius utgav även en artikel om mossor på Kreta.
Efter prästvigningen innehade han flera prästtjänster i Skåne och Blekinge, bland annat i Tryde församling, Ystads församling, Asarums församling och Karlshamns församling. Uppmuntrad av sin studiekamrat från gymnasietiden i Kalmar och lärare i Lund Gustaf Aulén översatte han 1917 Otto Kirns Den evangeliska dogmatiken i dess grunddrag. År 1918 utnämndes Medelius till komminister i Jämshögs församling och blev 1924 kyrkoherde i Halmstad och Sireköpinge församling. Som präst blev han uppskattad för sina enkla och uppbyggliga predikningar och sin vackra liturgiska sång.
Sigfrid Medelius är begravd på Halmstads kyrkogård.